# Pouteria richardii
Pouteria richardii är en tvåhjärtbladig växtart som först beskrevs av Ferdinand von Mueller, och fick sitt nu gällande namn av Charles Baehni. Pouteria richardii ingår i släktet Pouteria och familjen Sapotaceae.
Artens utbredningsområde är Northern Territory, Australien. Inga underarter finns listade i Catalogue of Life.